# فوميهيكو تاتشيكي
فوميهيكو تاتشيكي (立木文彦 تاتشيكي فوميهيكو) هو مؤدي أصوات ياباني ولد في 29 أبريل 1961 في ناغاساكي.

## أدواره في الأنمي

### مسلسلات أنمي تلفزيونية
- نيون جينيسيس إيفانجيليون - غيندو إيكاري
- ون بيس - دون كريغ، أكاينو
- بليتش - زاراكي كنباتشي
- دي جرايمان - مانا والكر، الراوي
- نادي مضيفي ثانوية أوران - يوشيو أوتوري
- إل كازادور دي لا بروها - ريكاردو
- غينتاما - تايزو هاسيغاوا
- المحقق كونان - فودكا
- المنافس الشرس كايجي - الراوي
- سولتي راي - جوزيف
- بازيليسك: لفائف نينجا كوغا - هاتوري هانزو
- ذا بيغ أو - بول ريدرمان
- حكايات أشباح المدرسة - سائق التاكسي
- إينوياشا - الضفدع العملاق
- خيميائي الفولاذ - محقق
- خيميائي الفولاذ: فل ميتال ألكيميست - سلوث
- هاجيمي نو إيبو - يوشيو فوجيوارا
- لاكي ستار - فتيان عشوائيين، رجال عشوائيين
- جانجريف - بونجي كوغاشيرا
- زان سايونارا زِتسبو سينسيه - فويوشوغن
- باكيمونوغاتاري - والد هيتاغي سينجوغاهارا
- سلسلة مونوغاتاري الموسم الثاني - والد هيتاغي سينجوغاهارا
- آرك ذا لاد - كوت، الظلام
- كوراو فانتوم ميموري - ميناميدا
- عندما تبكي حشرة الليل - تاتسويوشي كاساي
- كوينز بليد: المحاربة المتجولة - سيترا
- كوينز بليد: وريثة العرش - سيترا
- أراكاوا أندر ذا بريدج - الراوي، بيلي
- أراكاوا أندر ذا بريدج x بريدج - الراوي، بيلي
- جنود السايبورغ - روزو
- أختي لا يمكن لها أن تكون بهذه الظرافة - دايسكي كوساكا
- أختي لا يمكن لها أن تكون بهذه الظرافة. - دايسكي كوساكا
- بوكيمون - الملازم سيرج، أنتوني
- صيد الأرواح الإلهية - يوشيا كوموري
- ليفل E - الراوي
- ترايجان - مرشد سياحي
- بنغويندرام - ساتوشي أوغينومي
- أبطال الديجيتال الجزء الرابع - الرمادي
- بلاسريتر - وولف غيرينغ
- نيسيكوي - والد ماريكا تاتشيبانا
- ترينيتي بلاد - فاكلاف هافل
- باراكامون - نائب الناظر
- موب سايكو 100 - تيرادا
- موب سايكو 100 II - تيرادا
- آيدولماستر سايد إم - تاكاشي سايتو
- غولدن كاموي - الراوي
- في عالم آخر مع هاتفي الذكي - ملك السماء
- بونغو ستراي دوغز - سانتوكا تانيدا
- هاي سكور غيرل - آرثر-سان
- هنتر x هنتر - يوبي
- قسم تصميم الخلق - الراوي

### أوفا أنمي
- تشيبي كارا ناجاي جو وورلد - غيلمر
- كوينز بليد: المحاربات الجميلات - سيترا
- تيلز أوف سيمفونيا ذي أنيميشن: سيلفارانت - كراتوس أوريون
- تيلز أوف سيمفونيا ذي أنيميشن: تيثيالا - كراتوس أوريون
- تيلز أوف سيمفونيا ذي أنيميشن: اتحاد العوالم - كراتوس أوريون

### أفلام أنمي
- إيفانجيليون: الموت والبعث - غيندو إيكاري
- نهاية إيفانجيليون - غيندو إيكاري
- إيفانجيليون: 1.0 أنت (لست) وحيدا - غيندو إيكاري
- إيفانجيليون: 2.0 أنت (لا) تستطيع التقدم - غيندو إيكاري
- إيفانجيليون: 3.0 أنت (لا) تستطيع الإعادة - غيندو إيكاري
- فيلم بليتش: ميموريز أوف نوبودي - زاراكي كنباتشي
- فيلم بليتش: ذا دياموند داست ريبيليون, هيورينمارو آخر - زاراكي كنباتشي
- فيلم بليتش: فيد تو بلاك, أنادي اسمك - زاراكي كنباتشي
- فيلم إينوياشا: سيف الحكم المطلق - سونجا
- ترايجان Badlands Rumble - ميتشيو
- سنغوكو باسارا: ذا لاست بارتي - أوتاني يوشيتسوغو
- سلسلة أفلام كود غياس: أكيتو المنفي
  - كود غياس: أكيتو المنفي: الفصل الثاني «انقسام التنين» - ميخائيل أوغوستوس

## أدواره في ألعاب الفيديو
- تيلز أوف سيمفونيا - كراتوس أوريون
- تيلز أوف سيمفونيا: دون أوف ذا نيو وورلد - الراوي
- تيلز أوف فرسس - كراتوس أوريون
- أودين سفير - أودين
- سلسلة كينغدوم هارتس
  - كينغدوم هارتس II - ليكسيوس
  - كينغدوم هارتس 358/2 دايز - ليكسيوس
  - كينغدوم هارتس بيرث باي سليب - إيليوس
- سنغوكو باسارا: ساموراي هيروز - يوشيتسوغو أوتاني
- بيرسونا 4 أرينا - المذيع
- بيرسونا 4 أرينا ألتيماكس - المذيع
- جانجريف - بونجي كوغاشيرا
- جانجريف أوفردوز - بونجي كوغاشيرا
- جاي-ستارز فيكتوري فيرسيس - أكاينو
- ون بيس: بيرنينغ بلاد - أكاينو
- جوجوز بيزار أدفنتشر: أول ستار باتل - جاي غايل
- أختي لا يمكن لها أن تكون بهذه الظرافة بورتبل - دايسكي كوساكا
- «أختي لا يمكن لها أن تكون بهذه الظرافة بورتبل» لا يمكن لها أن تستمر - دايسكي كوساكا
- أختي لا يمكن لها أن تكون بهذه الظرافة: النهاية السعيدة - دايسكي كوساكا

## أدواره في الدبلجة اليابانية
- الضاحكون - رالف
- ترانسفورمرز أنيميتد - ميلتداون
- باتمان: الجرأة و الشجاعة - غوريلا غرود
- شركة المرعبين المحدودة - المنفي
- سيارات - جاز، هام، المنفي، بتفلي
- سيارات 2 - جاز
- وال-إي - جون
- باتمان - كيوداي كين (يوم الساموراي)
- خيال رخيص - جيمي
- الأبطال الستة - ياما
- حراس المجرة - يوندو

## وصلات خارجية
- فوميهيكو تاتشيكي على موقع IMDb (الإنجليزية)
- فوميهيكو تاتشيكي على موقع ميوزك برينز (الإنجليزية)
- فوميهيكو تاتشيكي على موقع أول موفي (الإنجليزية)
- فوميهيكو تاتشيكي على موقع أول ميوزيك (الإنجليزية)
- فوميهيكو تاتشيكي على موقع ديسكوغز (الإنجليزية)
- فوميهيكو تاتشيكي على موقع قاعدة بيانات الفيلم (الإنجليزية)
- فوميهيكو تاتشيكي على موقع ANN person (الإنجليزية)